# Рудолф Гајгер (јуриста)
Рудолф Гајгер (17. новембар 1937. у Васербург на Ину) је немачки правни научник и професор емеритус на Универзитет у Лајпцигу.
Гајгер је студирао право на Универзитету Лудвиг Максимилијана у Минхену од 1956. године. Тамо је студирао код Фридриха Бербера 1963. године са тезом о међународној правној ситуацији у Кашмиру за др. иур. докторат. Године 1965. придружио се правосудној служби Слободне Државе Баварске, где је у почетку радио као јавни тужилац, а недавно као судија Вишег регионалног суда у Минхену. Године 1978. Гајгер је завршио хабилитацију на Универзитету у Минхену са тезом о међународноправним ограничењима могућности држава да склапају уговоре. Године 1984. постављен је за ванредног професора. 
Године 1993. Гајгер је прихватио позицију на новооснованом Правном факултету Универзитета у Лајпцигу, где је био на катедру за европско право до пензионисања 2003. године. Међународно право и страно јавно право.

## Публикације (избор)
- Кашмирско питање у светлу међународног права (= Списи о међународном праву. Вол. 12). Дункер & Хумблот, Берлин 1970.
- Основно право и међународно право: Однос уставног права према међународном праву и европском праву. Студијска књига. Бек, Минхен 1985; 6. ревидирано издање: „Основно право и међународно право, са европским правом: Однос уставног права према међународном праву и европском праву, студијска књига.“ Бек, Минхен 2013,  9783406647390.
- Уговор о ЕЗ: Коментар Уговора о оснивању Европске заједнице. Бек, Минхен 1993; 5., ревидирано и проширено издање: са Даниел-Ерасмус Кан, Маркус Котзур: ЕУВ/ТФЕУ: Уговор о Европској унији и Уговор о функционисању Европске уније. Коментар. Бек, Минхен 2010.,  978-3-406-59701-5.
- са Данијелом-Еразмом Каном: Европско право (= Провери своје знање Х. 27). Бек, Минхен 1997.,  3-406-41770-1.
- Немачки Американац: Карл Шурц. Од немачког револуционара до америчког државника. Кац, Гернсбах 2007.,  978-3-938047-28-6.
- са Данијелом-Еразмом Каном, Маркус Котзур: Уговори Европске уније. Коментар. Бек/Харт, Минхен/Портланд 2015.,  978-3-406-62877-1 (Бек),  978-1-84946-361-4 (Харт).